# Jean-François Voguet
Pour les articles homonymes, voir Voguet.
Jean-François Voguet, né le 8 août 1949 à Paris XIe et mort le 2 février 2021 à Saint-Mandé, est un homme politique français, membre du Parti communiste français. 
Il est maire de Fontenay-sous-Bois de 2001 à 2016, et sénateur du Val-de-Marne de 2004 à 2011.

## Biographie

### Enfance et jeunesse
Né dans le 11e arrondissement de Paris de parents instituteurs, Jean-François Voguet a deux frères aînés.
Il passe la plus grande partie de sa jeunesse dans le 13e arrondissement où son père, André Voguet, était conseiller municipal communiste (une rue du 13e porte son nom). À la mort de sa mère en 1966, il déménage à Fontenay-sous-Bois.
Après l'obtention de son bac, il devient étudiant à la Sorbonne, à Paris IV, puis à Tolbiac à l’Institut des sciences sociales du travail. C'est là qu'il fait ses premiers pas en politique en adhérant à l’UNEF et en ayant été élu au Conseil d’université. Après ses études, il travaille à l'Institut géographique national, à Saint-Mandé.

### Mandats

#### Conseil municipal de Fontenay-sous-Bois
En mars 1977, il est élu conseiller municipal de Fontenay-sous-Bois (sous l'étiquette Parti communiste) puis premier adjoint au maire, chargé de l’urbanisme. Après les élections municipales de 1989, il est chargé de l’enfance. En 1995, les élections reconduisent la municipalité sortante et il gère le sport.

#### Maire de Fontenay-sous-Bois
Conduisant une liste d'union de la gauche, Jean-François Voguet est élu maire en 2001, succédant à Louis Bayeurte qui ne se représente pas. Il est réélu en mars 2008 et en mars 2014. Le 12 avril 2016, il démissionne de ce mandat qui lui « aura apporté le plus de satisfaction ». Il est remplacé par Jean-Philippe Gautrais, élu le 22 mai 2016.

#### Conseiller général du Val-de-Marne
En 1988, il est élu conseiller général du Val-de-Marne. Il préside la commission de la Santé et de l’Action sociale.

#### Sénateur du Val-de-Marne
En septembre 2004, il est élu sénateur du Val-de-Marne.
Il décide de ne pas briguer de nouveau mandat au Sénat lors des élections du 25 septembre 2011.

## Distinctions
- Chevalier de l'ordre des Palmes académiques (1999)
- 2016 : Maire Honoraire de la ville de Fontenay-sous-Bois[7]

## Postérité
En octobre 2023, le nouvel espace culturel de Fontenay-sous-Bois est nommé Théâtre Jean-François-Voguet.